# Мылки (станция)

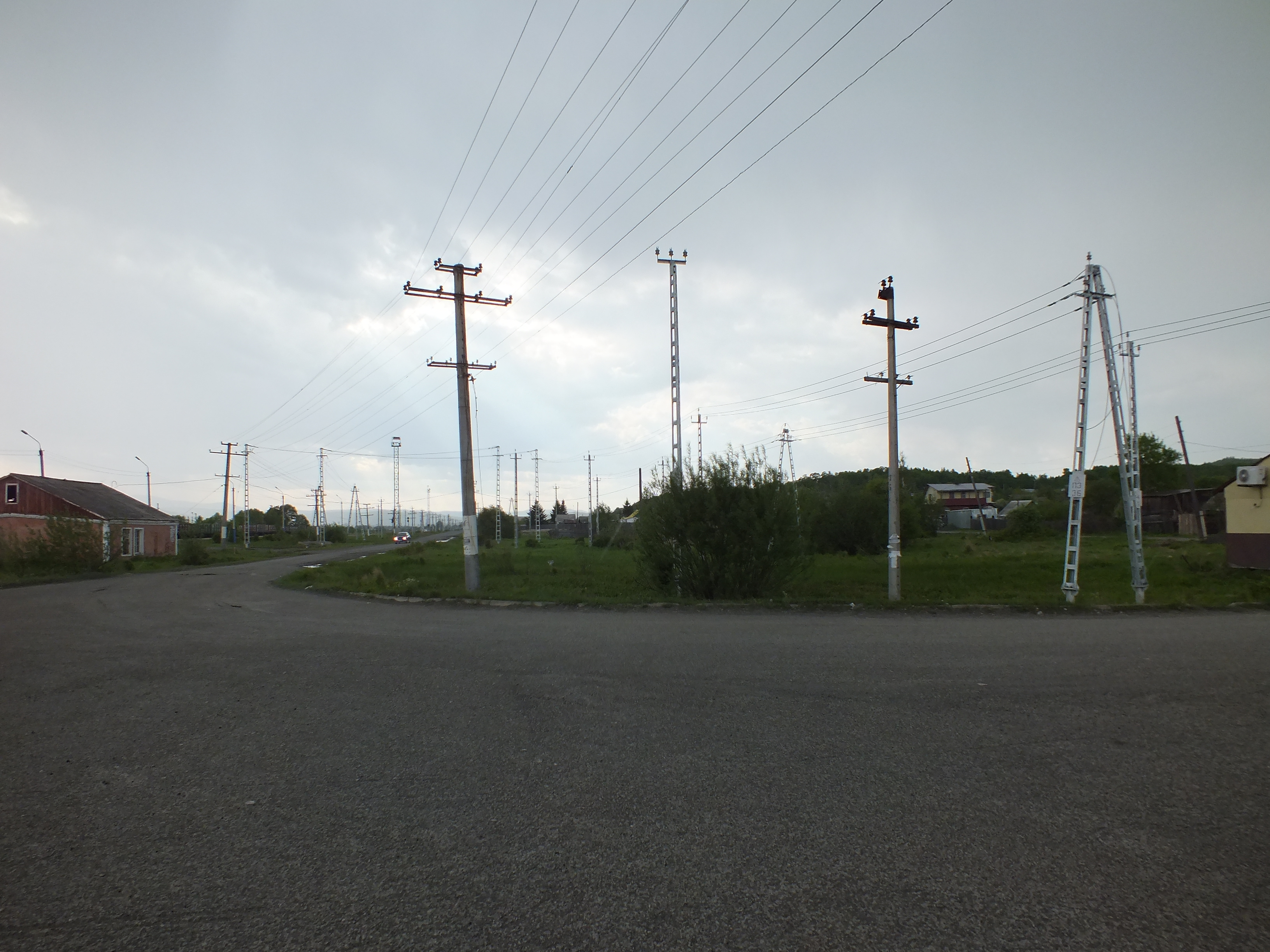
Посёлок станции Мылки.

Мылки — железнодорожная станция Комсомольского отделения Дальневосточной железной дороги. Расположена на линии Волочаевка II — Комсомольск-на-Амуре в пос. Мылки Амурского района Хабаровского края в 18 км от районного центра Амурска. Неэлектрифицирована.
От станции отходит железнодорожная линия до Амурска (только маневровое движение).
Через станцию проходят следующие пассажирские поезда:
| № поезда     | Маршрут движения                 | № поезда     | Маршрут движения                 |
| ------------ | -------------------------------- | ------------ | -------------------------------- |
| 351          | Советская Гавань — Владивосток   | 352          | Владивосток — Советская Гавань   |
| 667 "Юность" | Комсомольск-на-Амуре — Хабаровск | 668 "Юность" | Хабаровск — Комсомольск-на-Амуре |

На станции расположены: вокзал, багажное отделение.
От вокзала отправляются автобусы до Амурска.